# Јешилбаглар
Јешилбаглар (тур. Yeşilbağlar) је градско насеље у округу Пендик у Истанбулу, Турска. Према попису из 2020. бло је 6.421 становник.
Јешилбаглар је претежно настањен Бошњацима, чији су се преци доселили између 1955. и 1960 године, углавном из Санџака.